# Soda sucia
El refresco sucio es una bebida que consiste en soda a la que se le añade crema y jarabes saborizados o jugos de frutas. La bebida ha sido descrita como "cóctel sin alcohol con sabores opcionales, crema y frutas como añadido". 
El refresco sucio se hizo popular en la región de los estados montañosos de los Estados Unidos en la década de 2010, y en la década de 2020 comenzó a expandirse a una base de consumidores nacional. Los refrescos sucios se venden a menudo en restaurantes de autoservicio. 
Dos empresas de Utah - Swig, con sede en Salt Lake Valley, y Sodalicious, con sede en St. George,  – se enfrentaron en una demanda sobre quién era el propietario del concepto de “refresco sucio”; la demanda finalizó en 2017 y ambas partes pagaron sus propios costos legales. 